# Paspalum heterotrichon
Paspalum heterotrichon är en gräsart som beskrevs av Carl Bernhard von Trinius. Paspalum heterotrichon ingår i släktet tvillinghirser, och familjen gräs. Inga underarter finns listade i Catalogue of Life.